# Johan Jacob Roth
Johan Jacob Roth, född 2 februari 1772 i Sarkkila by, Ikalis, död 1 september 1839 på Saarilax boställe i Teisko vid Tammerfors, var en svensk militär. 
Roth var vid utbrottet av finska kriget 1808 förare vid Björneborgs regemente och deltog med detta i flera av de märkligaste drabbningarna, bland annat vid Lappo den 14 juli 1808. Dagen efter denna strid sändes Roth med endast 40 av honom utvalda och liksom han själv med dessa nejder förtrogna björneborgare att genom smärre företag bereda fienden avbräck. Till skaran anslöt sig fältväbeln Karl Johan Spoof. Från en liten holme i Ruovesi företog han oavlåtliga strövtåg längs sjöar och landsvägar, understödd av bönder och hemförlovade soldater. Han vågade till och med angripa Tammerfors, som försvarades av två ryska kompanier, men blev tillbakadriven. Den ryske överbefälhavaren Nikolaj Rajevskij ansåg ställningen så farlig, att han var betänkt på återtåg till Tavastehus, men Nikolaj Kamenskij, som vid denna tid efterträdde honom, beslöt att hålla stånd i Jämsä. Roth angreps av så överlägsna krafter, att han måste dra sig tillbaka till huvudarmén. Den 10 augusti återförenade han sig med sitt regemente. Roth åtföljde armén till Sverige, men återvände efter konventionen i Kalix till hemlandet. Han erhöll avsked ur svensk tjänst 1812 med löjtnants titel och fick 1815 guldmedalj för tapperhet i fält.